# Guldenbach
Der Guldenbach ist ein etwa 32,7 km langer, orographisch linker Nebenfluss der Nahe in Rheinland-Pfalz.

## Name
Der Guldenbach wird 1345 (uff der Gollenbach) erstmals schriftlich erwähnt. Der Name leitet sich von der Farbe gold ab und bezieht sich wohl auf die Wasserfärbung.

## Geographie

### Verlauf
Der Bach entspringt im Staatsforst Sankt Goar als Volkenbach nordwestlich von Erbach auf einer Höhe von 486 m ü. NHN. Auf seinem zunächst generell südwärts gerichteten Lauf fließen ihm zahlreiche kurze Nebenflüsse zu, darunter von links der Erbach. Ab dessen Mündung im Südwesten des Dorfes Erbach wird er Guldenbach genannt.
Im weiteren Verlauf fließt der Fluss an Rheinböllen vorbei und in nun in überwiegend südöstlicher Richtung durch Stromberg, Schweppenhausen, Windesheim und Guldental. Dabei trennt er den Soonwald im Südwesten vom Binger Wald im Nordosten, beides Teile des Hunsrücks. Sein weiterer Weg führt ihn am südlichen Ortsrand von Langenlonsheim vorbei. Am nördlichen Ortsrand von Bretzenheim mündet der Guldenbach auf einer Höhe von 98 m ü. NHN mit einer mittleren Wasserführung von 1 m³/s linksseitig in die Nahe.
Auf seiner 32,7 km langen Flussstrecke überwindet der Guldenbach einen Höhenunterschied von 305 m, was einem mittleren Sohlgefälle von 9,3 ‰ entspricht. Der Guldenbach entwässert sein 172,733 km² großes Einzugsgebiet über Nahe und Rhein in die Nordsee und gehört damit zum Flusssystem des Rheins.

### Nebenflüsse
Wichtigste Nebenflüsse sind Neubrühlbach, Dichtelbach, Seibersbach, Dörrebach, Welschbach und Hahnenbach  mit einem jeweils mehr als 10 km² großen Einzugsgebiet. Im Folgenden werden die Nebenflüsse des Guldenbachs in der Reihenfolge von der Quelle zur Mündung genannt, die von der Wasserwirtschaftsverwaltung Rheinland-Pfalz geführt werden. Angegeben ist jeweils die orografische Lage der Mündung, die Länge, die Größe des Einzugsgebiets, die Höhenlage der Mündung und die Gewässerkennzahl.
| Name                       | Lage   | Länge [km] | Einzugsgebiet [km²] | Mündungshöhe [m ü. NHN] | DGKZ     |
| -------------------------- | ------ | ---------- | ------------------- | ----------------------- | -------- |
| Bach vom Wackenbacher Kopf | rechts | 1,4        | 02,502              | 426                     | 25496120 |
| Erbach                     | links  | 2,7        | 03,757              | 392                     | 25496160 |
| Albersbach                 | rechts | 2,3        | 03,403              | 387                     | 25496180 |
| Neubrühlbach               | rechts | 6,9        | 17,517              | 379                     | 25496200 |
| Dichtelbach                | links  | 4,3        | 11,256              | 369                     | 25496320 |
| Pfädchensgraben            | links  | 1,6        | 02,487              | 312                     | 25496360 |
| Tiefenbach                 | links  | 3,7        | 04,926              | 287                     | 2549640  |
| Mühlgraben                 | links  | 1,5        | 01,442              | 254                     | 25496512 |
| Seibersbach                | rechts | 8,7        | 17,882              | 253                     | 25496520 |
| Dörrebach                  | rechts | 6,1        | 16,583              | 244                     | 25496600 |
| Welschbach                 | links  | 6,4        | 10,543              | 234                     | 25496720 |
| Eisbach                    | rechts | 1,3        | 01,698              | 187                     | 25496740 |
| Steyerbach                 | rechts | 3,3        | 05,438              | 179                     | 25496760 |
| Jungfernfloß               | rechts | 1,5        | 02,200              | 169                     | 25496780 |
| Windesheimer Bach          | rechts | 1,0        | 02,543              | 169                     | 25496794 |
| Hahnenbach                 | links  | 9,6        | 17,322              | 158                     | 25496800 |

## Geschichte
Der Guldenbach war Energiequelle für zahlreiche Ölmühlen entlang seiner Ufer, die bekannteste darunter die Ölmühle in Schweppenhausen.

## Umwelt
Im Oberlauf ist der Guldenbach ein grobmaterialreicher, silikatischer Mittelgebirgsbach (Typ 5), ab Stromberg ein silikatischer, fein- bis grobmaterialreicher Mittelgebirgsfluss (Typ 9). Die Gewässerstrukturgüte ist auf weiten Strecken stark verändert (Güteklasse V bis VI). Nur im Oberlauf und zwischen Rheinböllen und Stromberg gibt es einige Abschnitte mit einer besseren Strukturgüte. Im Bereich von Rheinböllen ist der Flusslauf sehr stark, in einigen Abschnitten auch vollständig verändert. In den Ortslagen am Flusslauf ist die Gewässerstruktur sehr stark bis vollständig verändert. Die Gewässergüte wird im Oberlauf bis Windesheim als gering belastet, im Unterlauf als mäßig belastet angegeben (Stand 2005).
Es kommen u. a. Groppen und Elritzen vor.

Fische im Guldenbach
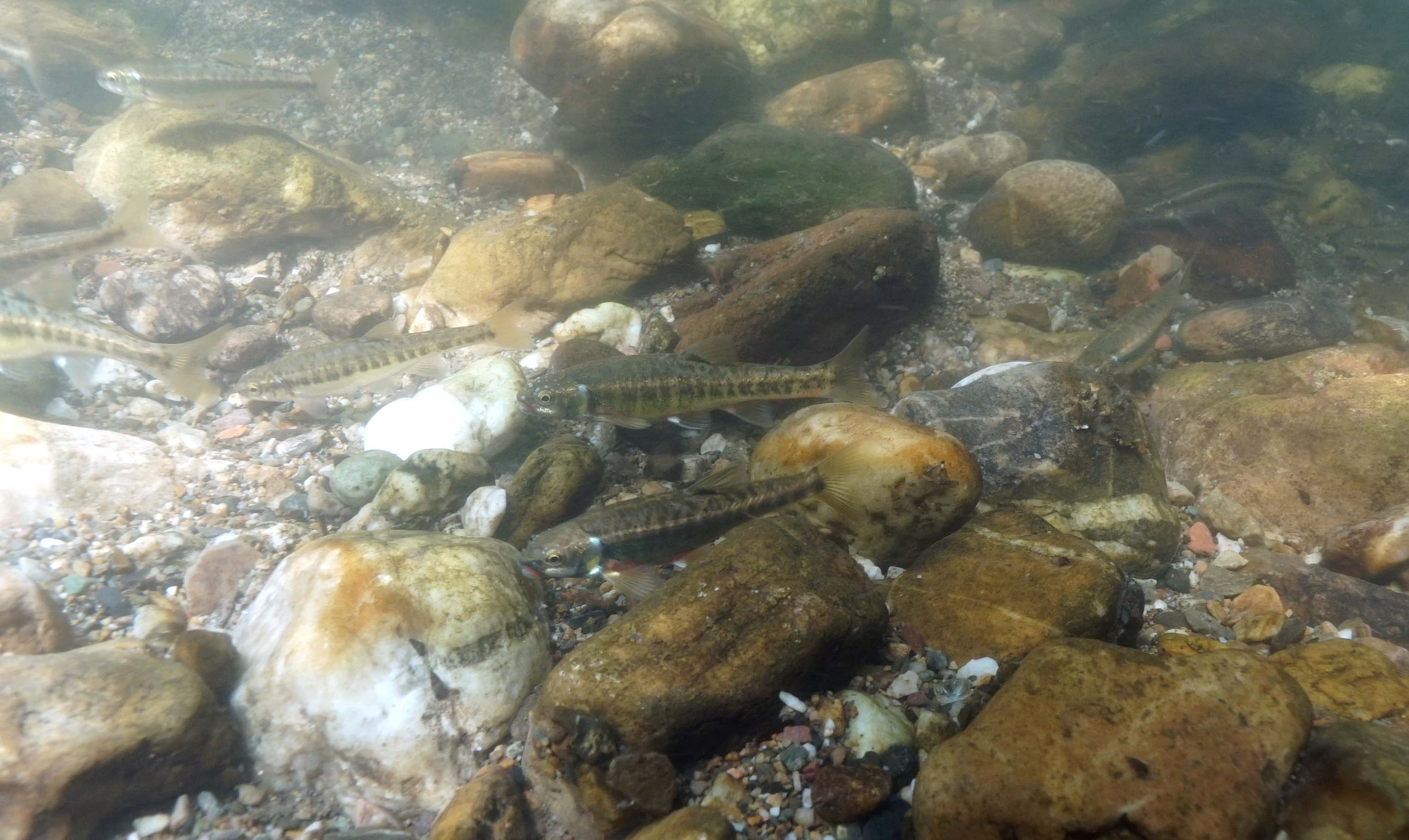
Elritzen
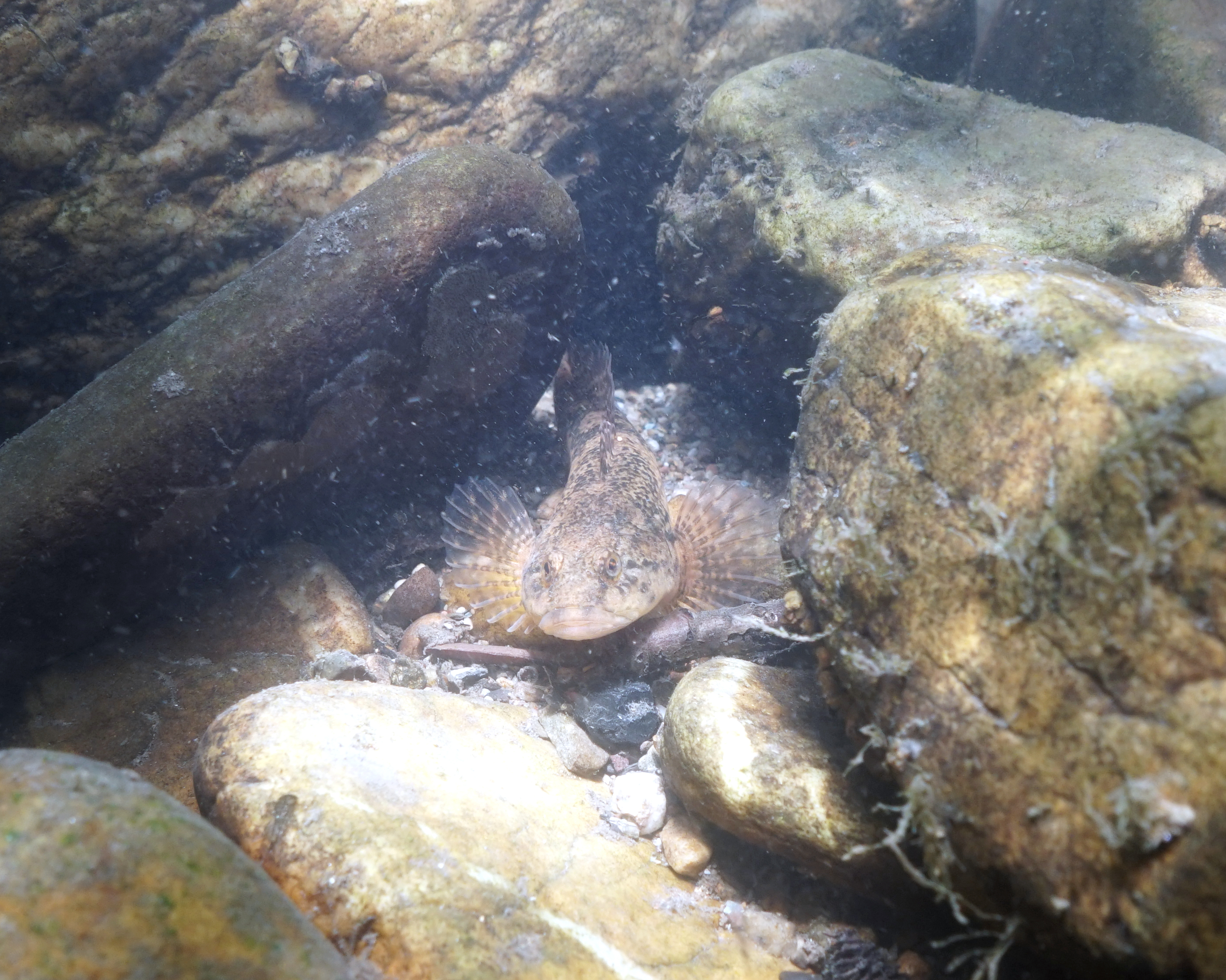
Groppe